# Emmanuel Rodríguez
Emmanuel Rodriguez est un boxeur portoricain né le 8 août 1992 à Manati.

## Carrière
Passé professionnel en 2012, il remporte le titre vacant de champion du monde des poids coqs IBF le 5 mai 2018 après avoir battu aux points le britannique Pault Butler. Rodríguez conserve sa ceinture le 20 octobre 2018 en battant aux points Jason Moloney avant d'être à son tour battu par Naoya Inoue le 18 mai 2019 par KO au 2e round. Il redevient champion IBF de la catégorie le 12 août 2023 après sa victoire aux points contre Melvin Lopez mais s'incline aux points contre Ryosuke Nishida le 4 mai 2024.

## Référence
1. ↑  (en) International Boxing Federation Vacant World Bantamweight Title (boxrec.com)